# Growing Up Live (Film)
Der Konzertfilm Growing Up Live ist das dritte Livealbum auf Video und das fünfte Videoalbum insgesamt des englischen Singer-Songwriters und Rock-Musikers Peter Gabriel und wurde am 3. November 2003 von Real World Records veröffentlicht.

## Veröffentlichung

### Videoalbum
Das Album wurde zuerst als Konzertfilm von Hamish Hamilton und Peter Gabriel veröffentlicht. Dieser ist bei zwei Live-Konzerten von Gabriels siebtes Studioalbum Up begleitenden Growing Up Tour 2003 in Mailand entstanden. Das Konzert zeichnete sich durch das dynamische Bühnenbild von Robert Lepage aus. Bemerkenswert ist auch, dass seine Tochter Melanie Gabriel als Backgroundsängerin in diesem Konzertfilm mitwirkt. Als Bonusmaterial gab es eine Auswahl von Tony Levins Fotoalbum und ein Interview mit Peter Gabriel über die Geschichte von Growing Up.

### Audioalbum
Das Album erschien am 8. Februar 2019 bei Musik-Streaming-Plattformen und auf Vinyl als 3LP-Version, jedoch nicht als CD.

## Hintergrund
Peter Gabriel verbrachte einen Teil der Jahre 2002–2003 auf Tourneen, um sein Album Up zu unterstützen. Die Tournee, die den Namen Growing Up trug, beinhaltete Konzerte in 32 Städten in Nordamerika und in Europa. Das Konzertvideo und das Live-Album wurden bei Auftritten an zwei Abenden im Fila Forum in Mailand am 8. und 9. Mai 2003 aufgenommen. Gabriel beschrieb die Idee hinter der Inszenierung des Konzerts: „Letztes Mal [für die Secret World Tour] hatten wir zwei Bühnen, eine männliche und eine weibliche, und sie repräsentierten verschiedene Dinge, städtisch, ländlich, und dieses Mal haben wir die Achse vertikal verschoben, und es ist eine Himmelsbühne und eine Erdbühne. Der Titel des Albums war Up, und so lag eine gewisse Logik in dieser vertikalen Übertragung auf die Bühne.“ Zu den Gästen der Show, die persönlich bei den Konzerten auftraten, gehörten The Blind Boys of Alabama, Sevara Nazarxon und Toir Kuziyev, Dr. Hukwe Zawose, Charles Zawose und  Nusrat Fateh Ali Khan  waren per Zuspieler zu hören.

## Titelliste
Alle Lieder wurden von Peter Gabriel geschrieben.

### Hauptfilm
1. Here Comes the Flood – 5:58
2. Darkness – 6:51
3. Red Rain – 6:17
4. Secret World – 8:36
5. Sky Blue – 8:08
6. Downside-Up – 6:04
7. The Barry Williams Show – 9:48
8. More Than This – 7:14
9. Mercy Street – 7:40
10. Digging in the Dirt – 6:13
11. Growing Up – 8:10
12. Animal Nation – 15:31
13. Solsbury Hill – 4:21
14. Sledgehammer – 6:08
15. Signal to Noise – 8:01
16. In Your Eyes – 10:52
17. Father, Son – 5:24
18. Credits – 2:09

Gesamtspielzeit (Hauptfilm): 2:13:25

### Extras der DVD
1. The Story Of Growing Up (A Film By York Tillyer) – 9:40
2. More Than This (Elbow Remix) (Bonustrack) with Tony Levin's Tour Photographs – 5:05
3. Credits (extra features) – 1:30

Gesamtspielzeit (Extras, DVD-Version): 16:15

Gesamtspielzeit (Hauptfilm+Extras, DVD-Version): 2:29:40

### Interaktive Extras der DVD
1. Noodle (Interactive Growing Up)

## Mitwirkende
- The Blind Boys of Alabama – zusätzlicher Begleitgesang bei Sky Blue
- Richard Evans – E-Gitarren, Mandoline, Whistles, Begleitgesang
- Melanie Gabriel – Haupt- und Begleitgesang
- Peter Gabriel – Hauptgesang, Keyboards
- Toir Kuziyev – Dotar (langhalsige Oud) bei In Your Eyes
- Tony Levin – Bassgitarre, elektrischer Kontrabass, Begleitgesang
- Ged Lynch – Schlagzeug, Perkussion
- Sevara Nazarxon – zusätzlicher Begleitgesang bei In Your Eyes
- Rachel Z – Keyboards, Begleitgesang
- David Rhodes – E-Gitarren, Begleitgesang
- Dr. Hukwe Zawose – Begleitgesang bei Animal Nation (posthum per Zuspieler)
- Charles Zawose – Begleitgesang bei Animal Nation (posthim per Zuspieler)
- Nusrat Fateh Ali Khan – Co-Hauptgesang bei Signal To Noise (posthum per Zuspieler)

## Rezeption

### Chartplatzierungen
| ChartsChartplatzierungen       | Höchstplatzierung | Wochen |
| ------------------------------ | ----------------- | ------ |
| Deutschland (GfK)              | 31 (4 Wo.)        | 4      |
| Vereinigte Staaten (Billboard) | 10 (2 Wo.)        | 2      |
| Vereinigtes Königreich (OCC)   | 10 (12 Wo.)       | 12     |

### Auszeichnungen für Musikverkäufe
| Land/Region                  | Auszeichnungen für Musikverkäufe (Land/Region, Auszeichnung, Verkäufe) | Verkäufe |
| ---------------------------- | ---------------------------------------------------------------------- | -------- |
| Argentinien (CAPIF)          | Platin                                                                 | 8.000    |
| Dänemark (IFPI)              | Gold                                                                   | 20.000   |
| Deutschland (BVMI)           | Platin                                                                 | 50.000   |
| Frankreich (SNEP)            | Platin                                                                 | 20.000   |
| Portugal (AFP)               | Platin                                                                 | 8.000    |
| Vereinigte Staaten (RIAA)    | Platin                                                                 | 100.000  |
| Vereinigtes Königreich (BPI) | Gold                                                                   | 25.000   |
| Insgesamt                    | 2× Gold · 5× Platin ·                                                  | 231.000  |

Hauptartikel: Peter Gabriel/Auszeichnungen für Musikverkäufe